# Pacte mondial
Le Pacte mondial (Global Compact en anglais) est une initiative des Nations unies lancée en 2000 visant à inciter les entreprises du monde entier à adopter une attitude socialement responsable en s'engageant à intégrer et à promouvoir plusieurs principes relatifs aux droits de l'Homme, aux normes internationales du travail, à l'environnement et à la lutte contre la corruption. Bien que ciblant essentiellement le monde de l'entreprise, le Pacte mondial encourage également la participation de la société civile, des organisations professionnelles, des gouvernements, des organismes des Nations unies, des universités et de toute autre organisation.
La signature du Pacte mondial est une démarche volontaire de la part de l'entreprise. Les entreprises adhérentes s'engagent à progresser chaque année dans chacun des 4 thèmes du Pacte mondial et doivent remettre un rapport annuel appelé Communication sur le Progrès (COP) expliquant les progrès qu'elles ont réalisés.

## Objectifs et principes

### Historique
Le Pacte mondial a été évoqué pour la première fois le 31 janvier 1999 par le Secrétaire général de l'Organisation des Nations unies (ONU), Kofi Annan lors du sommet de Davos. Le pacte est ensuite initié au Siège de l'ONU à New York, le 26 juillet 2000.
Son principal objectif est de promouvoir les valeurs des Nations unies en invitant les entreprises à les adopter, les soutenir et les appliquer dans leur sphère d'influence. Pour cela, le partenariat entre les différentes parties prenantes est encouragé. Il s'agit donc de favoriser l'émergence d'entreprises citoyennes, socialement et écologiquement responsables, en les incitant au respect de dix principes.

### Dix principes du Global Compact
Ces Dix Principes sont inspirés de la Déclaration universelle des droits de l'Homme, de la Déclaration relative aux principes et droits fondamentaux au travail de l'Organisation internationale du travail, de la Déclaration de Rio sur l'environnement et le développement, et de la Convention de l'ONU contre la corruption. Le Dixième Principe, concernant la corruption, a été ajouté en 2004.
Droits de l'Homme
1. Les entreprises sont invitées à promouvoir et à respecter la protection du droit international relatif aux droits de l'Homme ;
2. À veiller à ne pas se rendre complices de violations des droits de l'Homme.
Normes internationales du travail
3. Les entreprises sont invitées à respecter la liberté d'association et à reconnaître le droit de négociation collective ;
4. À contribuer à l'élimination de toutes les formes de travail forcé ou obligatoire ;
5. À contribuer à l'abolition effective du travail des enfants ;
6. À contribuer à l’élimination de toute discrimination en matière d'emploi et de profession.
Environnement
7. Les entreprises sont invitées à appliquer l'approche de précaution face aux problèmes touchant à l'environnement ;
8. À prendre des initiatives tendant à promouvoir une plus grande responsabilité en matière d'environnement ;
9. À favoriser la mise au point et la diffusion de technologies respectueuses de l'environnement.
Lutte contre la corruption
10. Les entreprises sont invitées à agir contre la corruption sous toutes ses formes, y compris l'extorsion de fonds et les pots-de-vin.

## Organisation et fonctionnement

### Engagement à l'ouverture et à la transparence
Le Global Compact n'est ni une norme, ni une certification, mais un cadre d'engagement. Initiative volontaire, il n'est pas contraignant juridiquement parlant. Il aide les entreprises souhaitant s'engager sur la voie du développement durable à progresser et à formaliser leur démarche. C'est une plateforme internationale de progrès et de transparence.
Les adhérents peuvent utiliser le logo du Global Compact des Nations unies avec la mention "nous soutenons", sous réserve d'approbation par le Bureau du Global Compact et de cotisation à la fondation du Global Compact. Le principe est de permettre aux participants et aux autres parties prenantes d’utiliser le logo du Pacte "uniquement dans le cadre des activités qui concourent aux objectifs du Global Compact, d’une façon qui n’implique aucunement que le Bureau du Global Compact entérine ou approuve les activités, produits et autres services de l’organisation concernée, ou que le Pacte mondial est à l’origine de ces activités, produits ou services".
Le Pacte a par la suite été élargi aux Organisations non-gouvernementales (ONG).

### Organisation institutionnelle et financement
Sur le plan financier, les entreprises adhérentes sont encouragées à cotiser à la fondation Global Compact, avec l'idée d'un engagement financier proportionnel au chiffre d'affaires. Les activités du Pacte sont financées par les contributions d’États et des adhérents.
Sur le plan institutionnel, le Global Compact est un réseau articulé autour du Bureau des Nations unies pour le Global Compact, de quatre organismes de l'ONU (PNUE, PNUD, UNODC, HCDC) de deux institutions spécialisées (OIT et ONUDI). Le Programme des Nations-Unies pour le développement (PNUD) sert d'instrument de mise en œuvre avec l'appui de l'ONUDI. Les autres organismes jouent un rôle de gardien des principes du Pacte.
Le Bureau du Global Compact fait partie du Secrétariat général de l'ONU. Il assiste le Conseil d'administration du Global Compact qui assure, sous l'autorité du Secrétaire général, la direction du Pacte. Le Conseil regroupe vingt dirigeants.
Tous les trois ans est organisé un Sommet du Global Compact (Leaders Summit) qui réunit les parties prenantes pour examiner les projets et proposer de nouvelles initiatives. Le dernier sommet a eu lieu en 2016.

## Outils de mise en œuvre

### Guides pratiques
Le Global Compact a élaboré divers outils pour aider les entreprises dans leurs décisions. Des guides pratiques ont ainsi été édités sur les marchés financiers, la prévention des conflits ou la consolidation de la paix. Les entreprises sont également incitées à utiliser les instruments de mesure des progrès accomplis développés par les Nations-Unies, lesquels fournissent des indicateurs et des tableaux de concordances entre les objectifs du Pacte et d'autres initiatives.

### Développement de la concertation
Le Global Compact incite au renforcement de la concertation entre les entreprises et les autres acteurs publics ou privés. Il propose ainsi des mécanismes de facilitation et de participation. Ainsi, les dirigeants d'entreprises ont été largement associés aux réflexions lors de la Conférence de Bali en 2007.

### Promotion des objectifs de développement
Le Global Compact encourage les entreprises à lancer des projets en partenariat avec d’autres parties prenantes pour promouvoir les grands objectifs des Nations unies et notamment les Objectifs du millénaire pour le développement puis les Objectifs de Développement Durable.

### Réseaux locaux
Le Global Compact est structuré autour de réseaux locaux afin de mieux appréhender les réalités locales et d'adapter les priorités et les actions en fonction des réalités sociales, culturelles et politiques. En France, le Pacte mondial de l'ONU - Réseau France anime le réseau et apporte son soutien aux participants et constitue le premier réseau avec 2200 membres. Pour mettre en contact tous les réseaux et qu'ils abordent leurs défis communs, un Forum annuel des réseaux locaux est organisé depuis 2003. Un premier rapport consacré aux réseaux locaux a été présenté en 2007. À cette date, 89 États disposaient de réseaux établis. Il y en a aujourd'hui 101.

## Impact discuté

### Réussites du Global Compact
Indéniablement, le Global Compact est un véritable succès si l'on mesure celui-ci au nombre d'entreprises et d'organismes participant à cette initiative.
Au-delà du poids symbolique de ses 25 000 participants, le Global Compact a permis l'institutionnalisation d'un dialogue élargi à de nouveaux acteurs, permettant ainsi la prise de conscience de problèmes, la diffusion des valeurs des Nations-Unies ou encore l'échange de bonnes pratiques. De fait, il correspond parfaitement à la raison d'être de l'ONU : favoriser la coopération internationale.

### Incertitudes
Les effets du Global Compact peuvent cependant sembler limités. Cette initiative demeure peu connue bien que ce soit l'initiative mondiale la plus importante en ce qui concerne le développement durable. De plus, l'existence même du Global Compact peut être perçue comme la reconnaissance du rôle grandissant des multinationales comme acteur des relations internationales. Son corollaire est le retrait progressif des États et la domination des enjeux économiques sur les considérations politiques.

### Membres notables de l'organisation
Les entreprises notables qui ont rejoint le Pacte mondial incluent, sans s'y limiter, Starbucks, L'Oréal, Bayer AG, Coca-Cola, 3M, Deloitte et Zurn. En plus de ses signataires, le Pacte mondial a été soutenu à plusieurs reprises par l'Assemblée générale des Nations unies, qui a célébré son 15e anniversaire en juin 2015 aux côtés du Secrétaire général Ban Ki-Moon. Ce dernier a déclaré que "les entreprises peuvent être une force mondiale pour le bien" et que "la défense et l'exemple peuvent inspirer des actions pour atteindre une vie de dignité pour tous."
D'autres organisations notables ayant rejoint ce mouvement mondial incluent :
- Unilever
- Nike
- BMW
- Nestlé
- Procter & Gamble
- Siemens
- PepsiCo
- Johnson & Johnson
- Volkswagen
- Accenture
- H&M
- Shell
- Ford Motor Company
- McDonald's
- ABB
- Danone
- Microsoft
- Meridian Gaming[9]
- Chevron
- Adidas[10]
- Oracle
- KPMG
- Proactis
- Ericsson
- AT&T
- General Electric (GE)